# Christoph Pöstinger
Christoph Pöstinger (* 7. April 1972 in Wien) ist ein ehemaliger österreichischer Sprinter.
Bei den Olympischen Spielen 1992 in Barcelona erreichte er über 200 Meter das Viertelfinale und kam mit der österreichischen Mannschaft in der 4-mal-100-Meter-Staffel auf den siebten Platz.
In beiden Disziplinen schied er bei den Olympischen Spielen 1996 in Atlanta und bei den Weltmeisterschaften 1997 in Athen im Vorlauf aus.
1992 wurde er österreichischer Meister über 100 Meter, 1992 und 1997 über 200 Meter. In der Halle wurde er dreimal nationaler Meister über 200 Meter (1993, 1996, 1999) und je einmal über 60 Meter (1993) und 400 Meter (1999).

## Persönliche Bestleistungen
- 60 m (Halle): 6,66 s, 27. Februar 1993, Wien
- 100 m: 10,22 s, 13. August 1992, Linz
- 200 m: 20,45 s, 8. Juni 1996, Ebensee (österreichischer Rekord)
  - Halle: 20,82 s, 25. Februar 1996, Wien (österreichischer Rekord)
- 400 m: 45,80 s, 13. Juli 1997, Byrkjelo (ehemaliger österreichischer Rekord)
  - Halle: 46,14 s, 29. Januar 1999, Chemnitz (österreichischer Rekord)
- 60 m Hürden (Halle): 8,08 s, 9. März 1991, Bozen
- 110 m Hürden: 14,17 s, 15. Juni 1991, Villach